# إيمام إينوانغ
إيمام إينوانغ (بالإنجليزية: Emem Inwang)‏، هي مُمثلة وعارضة أزياء نيجيرية.